# Patzún
Patzún è un comune del Guatemala facente parte del dipartimento di Chimaltenango.
Le origini dell'abitato sono molto antiche, risalendo al Regno Quiché, mentre la colonizzazione spagnola portò all'arrivo di missionari francescani nel 1540.